# Abisara sobrina
Abisara sobrina é uma borboleta da família Riodinidae. Ela pode ser encontrada no sul da China (Yunnan).